# Hrvatica (sorta vinove loze)
Hrvatica je autohtona hrvatska sorta vinove loze, sačuvana u Istri, na području Kaštelira. Od ove sorte se prave dobra rose vina.
Okus je cvjetan uz okus borovnica, te zna ostaviti lagano gorkasti okus nakon ispijanja.
Ostali nazivi: Croatina, Kroatina, Bonarda, Karbonera, Markolina, Negrara, Negrona.

## Vanjske poveznice
- Mali podrum  Arhivirana inačica izvorne stranice od 28. rujna 2007. (Wayback Machine) - Hrvatica; hrvatska vina i proizvođači